# Antonia Wiedemann
Antonia Theresa Wiedemann (* 11. April 1999 in Garmisch-Partenkirchen) ist eine deutsche Theater- und Filmschauspielerin.

## Leben
Ihren ersten großen Auftritt im deutschen Fernsehen hatte sie im Jahr 2014 als Hanna Hofer in der ZDF-Serie Die Bergretter. Bereits als Kind und Jugendliche gehörte sie zum Ensemble des Kleinen Theaters Garmisch-Partenkirchen und spielte im Kultursommer Garmisch-Partenkirchen. Seither wirkte sie in Kurzfilmen und verschiedenen Fernsehproduktionen wie Aktenzeichen XY … ungelöst mit. Zu ihrer Erfahrung auf der Kinoleinwand gehört das Dokudrama Grau ist keine Farbe (MovieJam Studios 2019), in dem sie die Hauptrolle von Anna übernahm. Die Premiere des Films fand am 6. April 2019 im Mathäser Filmpalast in München statt. Seit 2018 fungiert sie als Sprecherin für Lübbe Audio, wo sie in der Hörspielserie Anomalia die Rolle von Sikari Begai spricht. Sie studiert seit dem Herbst 2020 an der Hochschule für Schauspielkunst „Ernst Busch“ Berlin.

## Filmografie (Auswahl)
Film und Fernsehen
- 2011: Eröffnungsfeier für die Alpinen Skiweltmeisterschaften 2011
- 2011: Der Klassenfeind (Kurzspielfilm)
- Seit 2014: Die Bergretter (Fernsehserie)
- 2017: Aktenzeichen XY … ungelöst (Fernsehreihe)
- 2019: Grau ist keine Farbe (Kinospielfilm, MovieJam Studios)
- 2019: Versengold – Erinnere dich (Musikvideo)
- 2019: Begeistert (Miniserie von Studio 47)
- 2019: X-Factor – das Unfassbare kehrt zurück
- 2020: Freier durch Fetzen (Ausbildungsproduktion der Bavaria Film)
- 2020: Lena Lorenz (Fernsehserie, Folge 23)

Sprechen
- Seit 2018: Anomalia (Hörspielserie von Lübbe Audio)[10]

## Theater
- 2015–2017: Schöne Geschichten mit Mama und Papa (Regie: Regina Rohrbeck, Kleines Theater Garmisch-Partenkirchen)
- seit 2016: Bella Donna (Regie: Tatjana Pokorny, Kleines Theater Garmisch-Partenkirchen)
- 2016: Kindertragödie (Regie: Harald Helfrich, Kultursommer Garmisch-Partenkirchen)
- 2016–2017: Club der toten Dichter (Regie: Tatjana Pokorny, Kleines Theater Garmisch-Partenkirchen)
- 2018: Wer ist wir und was hat Barbie damit zu tun? (Regie: Isabell Dachsteiner, Theater Baden-Baden)
- 2019: Mila Filia (Regie: Xaveria Stocker, Kleines Theater Garmisch-Partenkirchen)
- 2020: Ist mein Mikro an? (Regie: Daniela Kranz, Katrin Lorenz, Junges Residenztheater)